# Aichig (Bayreuth)
Aichig ist ein Gemeindeteil der kreisfreien Stadt Bayreuth im bayerischen Regierungsbezirk Oberfranken. Die Gemarkung Aichig hat eine Fläche von 1,265 km². Sie ist in 576 Flurstücke aufgeteilt, die eine durchschnittliche Flurstücksfläche von 2195,46 m² haben. In ihr liegt neben dem namensgebenden Ort der Gemeindeteil Bauernhöfen.

## Geographie
Das ehemalige Dorf Aichig bildet mittlerweile mit Grunau im Westen eine geschlossene Siedlung. Sie liegt im Tal und am Westhang des Roten Mains südwestlich der Bahnstrecke Weiden–Bayreuth.

## Beschreibung

Plan von Aichig und Grunau (19. Jahrhundert)

Bis in die Mitte der 1950er Jahre war Aichig nur ein bescheidenes Bauerndorf mit einer kleinen Gemarkung, ohne eigene Kirche. Die bemerkenswertesten Objekte waren das sogenannte Aichiger Schloss und ein Bauernhof aus dem 18. Jahrhundert.
Das entlang der Straße nach Kemnath gelegene Straßendorf war in einen nördlichen und einen südlichen Teil gegliedert. Diese Struktur blieb bis in die Zeit nach dem Zweiten Weltkrieg nahezu unverändert. Lediglich im nördlichen Bereich der Sonnenstraße entstand bereits Ende der 1930er Jahre eine separate Kleinsiedlung; die zwölf einheitlich konzipierten Siedlungshäuser stehen heute an der Grenze zum in den 1970er Jahren entstandenen Neubauviertel Grunau, dessen Flächen damals zu den Gemeinden Oberkonnersreuth und Sankt Johannis gehörten.
Ende der 1950er Jahre entstand nördlich der Sternstraße ein erstes Wohngebiet (Aichig-Südwest) mit Einfamilienhäusern. An den Ortskern anschließend entwickelten sich auf der Dorfgemarkung in den 1960er Jahren die Baugebiete Aichig-Südost, Mostholz und Aichig-Nordwest. Die Eingemeindungen von Oberkonnersreuth (1972) und Aichig (1976) nach Bayreuth führten zu einem dynamischen Wachstum Aichigs an Wohn- und Gewerbeflächen vor allem in westlicher Richtung. Heute grenzt die Wohnbebauung im Westen nahtlos an jene von Grunau. Voneinander unterscheidbar sind die Bereiche durch die Straßennamen: Aichig vergab (mit Ausnahme der Mostholzstraße) Namen von Himmelskörpern, die Stadt Bayreuth für Grunau Namen von deutschen Mittelgebirgen. Das im Norden angesiedelte Gewerbegebiet Aichig mit einem Hotel und Arztpraxen wird auch als „Grunaupark“ bezeichnet.

## Geschichte
Zur Realgemeinde Aichig gehörten Eremitenhof, Geiersnest, Mooshügel und Wunau. Gegen Ende des 18. Jahrhunderts gab es in Aichig 15 Anwesen (1 Halbhof, 1 Wirtshaus, 1 Ziegelhütte, 12 Tropfhäuser). Die Hochgerichtsbarkeit stand dem bayreuthischen Stadtvogteiamt Bayreuth zu. Die Dorf- und Gemeindeherrschaft sowie die Grundherrschaft über sämtliche Anwesen hatte das Amt St. Johannis.
Von 1797 bis 1810 unterstand der Ort dem Justiz- und Kammeramt Bayreuth. Nachdem im Jahr 1810 das Königreich Bayern das Fürstentum Bayreuth käuflich erworben hatte, wurde Aichig bayerisch. Infolge des Gemeindeedikts wurde Aichig dem 1812 gebildeten Steuerdistrikt Sankt Johannis zugewiesen. Zugleich entstand die Ruralgemeinde Aichig, zu der Bauernhöfen gehörte. Sie war in Verwaltung und Gerichtsbarkeit dem Landgericht Bayreuth zugeordnet und in der Finanzverwaltung dem Rentamt Bayreuth (1919 in Finanzamt Bayreuth umbenannt). Ab 1862 gehörte Aichig zum Bezirksamt Bayreuth (1939 in Landkreis Bayreuth umbenannt). Die Gerichtsbarkeit blieb beim Landgericht Bayreuth (1879 in Amtsgericht Bayreuth umgewandelt). Die Gemeinde hatte eine Gebietsfläche von 1,262 km². Im Zuge der Gebietsreform in Bayern wurde die Gemeinde Aichig am 1. Juli 1976 nach Bayreuth eingemeindet.

### Baudenkmäler
- Polarstraße 10: Zweigeschossiger Sandsteinquaderbau mit Walmdach und Portal mit Dreiecksgiebel, bezeichnet mit „1730“, sogenanntes Aichiger Schloss[6]
- Kemnather Straße 77: Bauernhof
- Sandstein-Säule an der Kemnather Straße zur Markierung der Stadtgrenze mit Bayreuther Stadtwappen und Inschrift von 1939

ehemaliges Baudenkmal
- Haus Nr. 12: Am zweigeschossigen, stark erneuerten Bau von Anfang des 18. Jahrhunderts ist der Türsturz bezeichnet „1729“.[11]

### Einwohnerentwicklung
Gemeinde Aichig
| Jahr      | 1822  | 1840   | 1852   | 1855   | 1861   | 1867   | 1871   | 1875   | 1880   | 1885   | 1890   | 1895   | 1900   | 1905   | 1910   | 1919   | 1925   | 1933   | 1939   | 1946   | 1950   | 1952   | 1961  | 1970   |
| Einwohner | 157   | 200    | 204    | 215    | 212    | 205    | 214    | 205    | 202    | 214    | 235    | 259    | 260    | 251    | 244    | 237    | 238    | 232    | 233    | 384    | 407    | 401    | 436   | 660    |
| Häuser    | 18    |        |        |        |        |        | 28     |        |        | 28     | 27     |        | 30     |        |        |        | 29     |        |        |        | 44     |        | 59    |        |
| Quelle    | [ 8 ] | [ 13 ] | [ 13 ] | [ 13 ] | [ 14 ] | [ 15 ] | [ 16 ] | [ 17 ] | [ 18 ] | [ 19 ] | [ 20 ] | [ 13 ] | [ 21 ] | [ 13 ] | [ 22 ] | [ 13 ] | [ 23 ] | [ 13 ] | [ 13 ] | [ 13 ] | [ 24 ] | [ 13 ] | [ 9 ] | [ 25 ] |

Ort Aichig
| Jahr      | 001819 | 001822 | 001861 | 001871 | 001885 | 001900 | 001925 | 001950 | 001961 | 001970 | 001987 |
| Einwohner | 138    | 157 *  | 185    | 191    | 188    | 238    | 218    | 382    | 418    | 644    | 1672 † |
| Häuser    |        | 18 *   |        |        | 25     | 27     | 26     | 41     | 56     |        | 376 †  |
| Quelle    | [ 26 ] | [ 8 ]  | [ 14 ] | [ 16 ] | [ 19 ] | [ 21 ] | [ 23 ] | [ 24 ] | [ 9 ]  | [ 25 ] | [ 27 ] |

## Religion
Aichig ist seit der Reformation evangelisch-lutherisch geprägt und nach St. Johannis gepfarrt.

## Verkehr
Zentrale Achse des alten Dorfkerns ist die Kemnather Straße, die als Bundesstraße 22 bis vor wenigen Jahren den Verkehr zwischen Bayreuth und Weiden zu bewältigen hatte. Mittlerweile wurde sie durch eine Aichig umgehende Verkehrsführung entlastet.
Die Bayreuther Stadtbuslinie 307 erschließt Aichig im Rahmen des Verkehrsverbunds Großraum Nürnberg (VGN) im 30-Minuten-Takt.
Von 1910 bis 1973 existierte an der nahe Aichig verlaufenden Bahnstrecke Weiden–Bayreuth der Eisenbahn-Haltepunkt Eremitage.

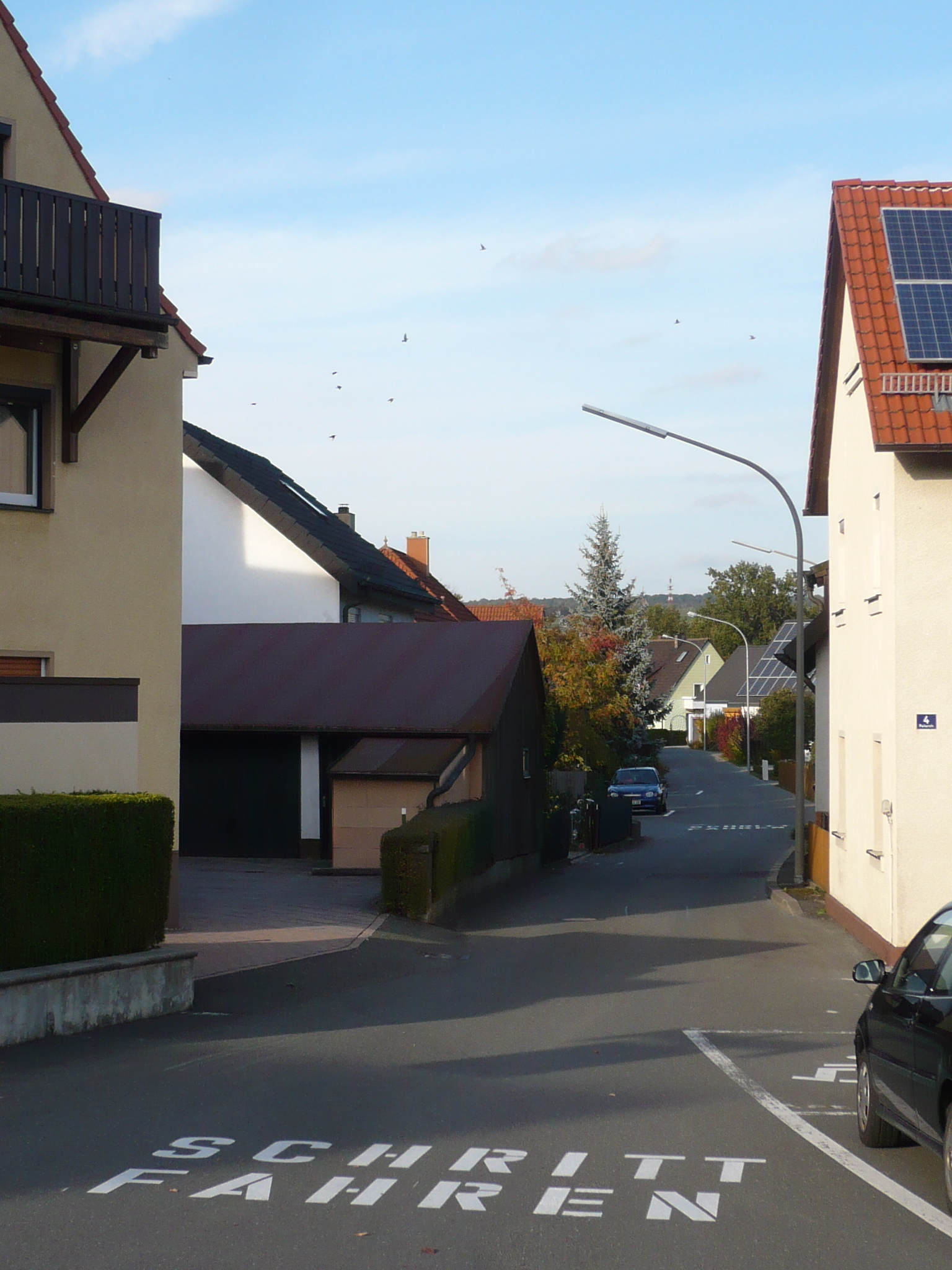
Polarstraße
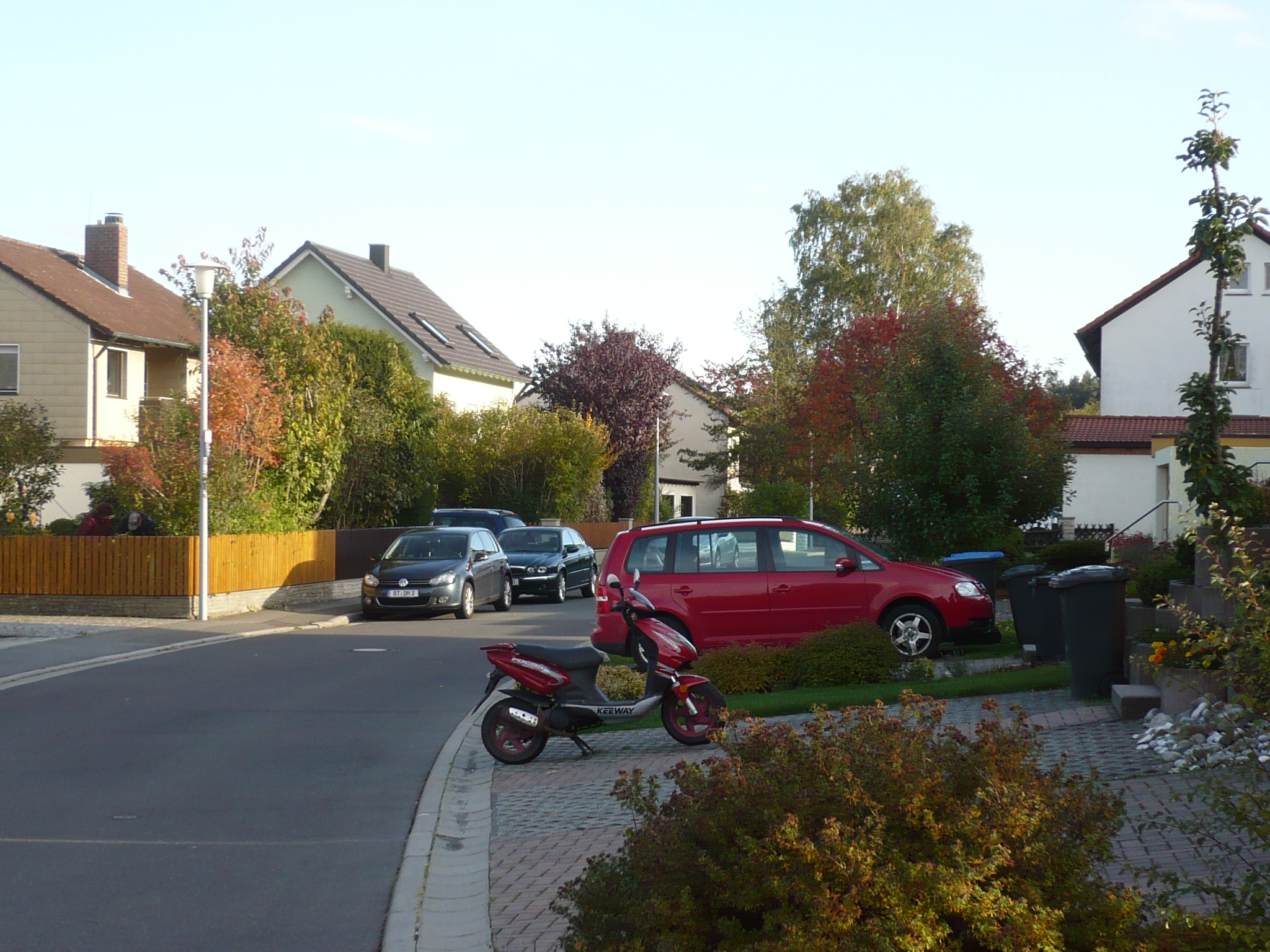
Mostholzstraße
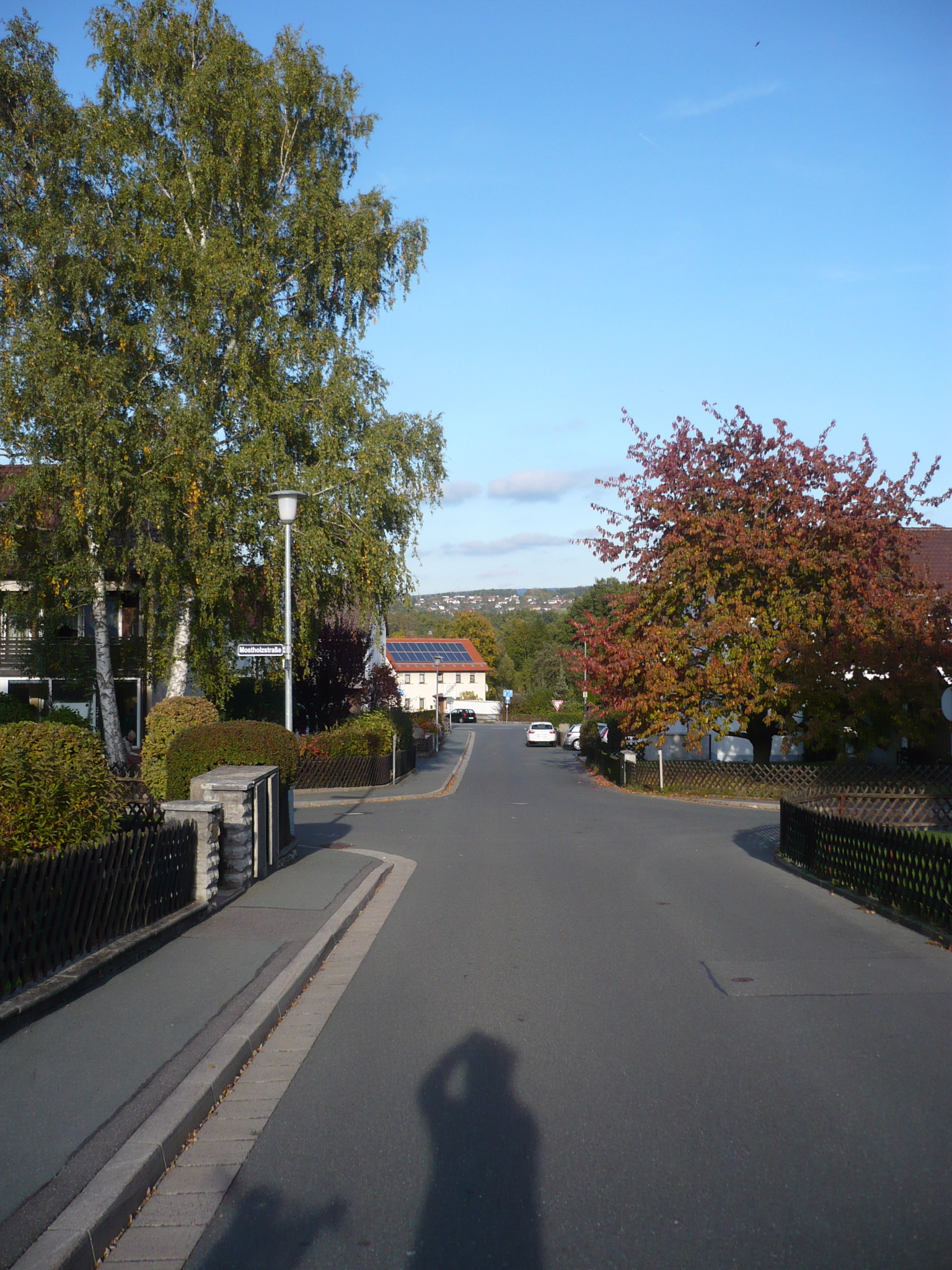
Marsstraße
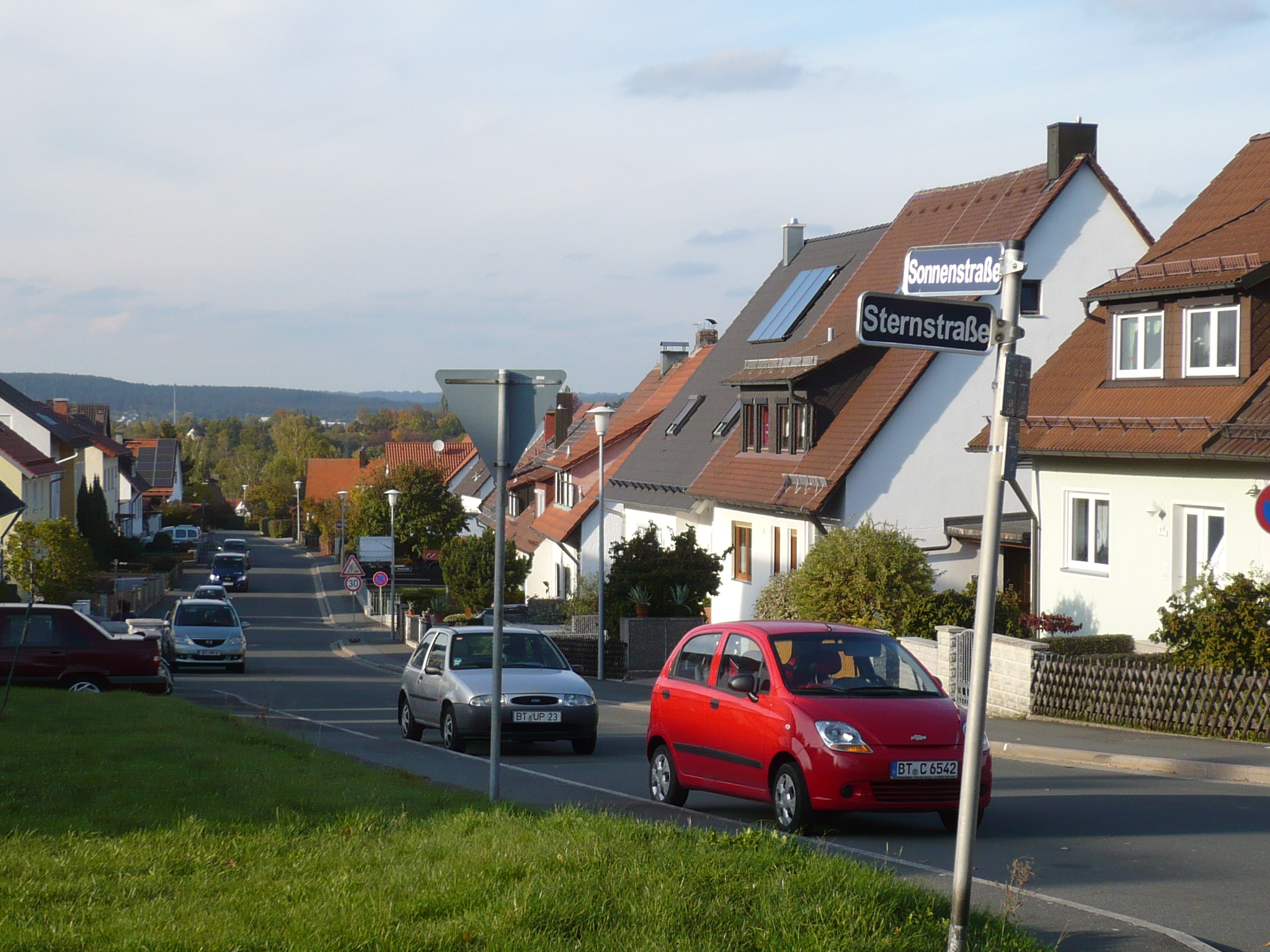
Sonnenstraße
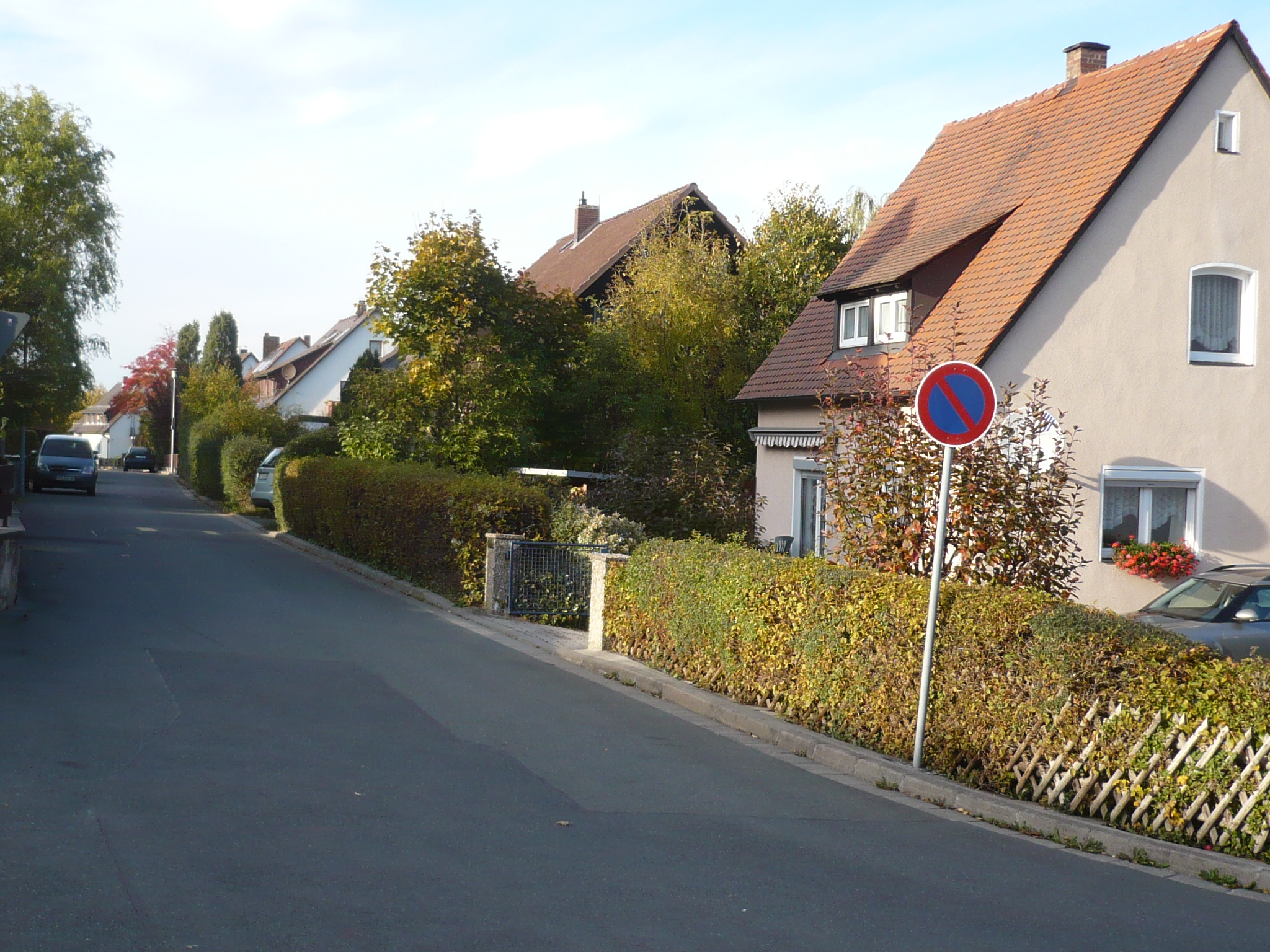
Uranusstraße